# Nová Ves (district de Prague-Est)
Pour les articles homonymes, voir Nová Ves.
Nová Ves (en allemand : Neudorf) est une commune du district de Prague-Est, dans la région de Bohême-Centrale, en Tchéquie. Sa population s'élevait à 1 351 habitants en 2020.

## Géographie
Nová Ves se trouve à 3,5 km à l'ouest-sud-ouest de Kostelec nad Labem, à 5 km au sud-sud-est de Neratovice et à 17 km au nord-nord-est de Prague.
La commune est limitée par Čakovičky au nord, par Kostelec nad Labem au nord et à l'est, par Mratín à l'est et au sud, par Měšice au sud-ouest et par Zlonín à l'ouest.

## Histoire
La première mention écrite de la localité date de 1455.

## Transports
Par la route, Nová Ves se trouve à 5 km de Kostelec nad Labem, à 7 km de Neratovice et à 20 km du centre de Prague.